# TV Guide
TV Guide er et ugentligt amerikansk magasin med lister over TV-programmer. Magasinet udkommer i et oplag på 2.024.092 eksemplarer.